# غلين فيريس
غلين فيريس (بالإنجليزية: Glenn Ferris)‏ هو عازف جاز أمريكي، ولد في 27 يونيو 1950 في لوس أنجلوس في الولايات المتحدة.

## وصلات خارجية
- الموقع الرسمي
- غلين فيريس على موقع ميوزك برينز (الإنجليزية)
- غلين فيريس على موقع أول ميوزيك (الإنجليزية)
- غلين فيريس على موقع ديسكوغز (الإنجليزية)